# Antoine Bessems
Antoine Auguste Bessems est un violoniste et compositeur belge né le 6 avril 1809 à Anvers et mort le 19 octobre 1868 à Paris.

## Biographie
Antoine Bessems naît le 6 avril 1809 à Anvers.                                    
Il vient jeune à Paris, où il étudie au Conservatoire avec Pierre Baillot entre 1826 et 1829. Il devient premier violon au Théâtre-Italien, donne des concerts dans différents pays d'Europe avant de revenir à Paris organiser des séances de musique de chambre à l'Athénée des familles (6, rue Monsigny), en formation de quintette à cordes. Il tient la partie de premier violon, Alexandre-Jean Boucher est second violon, Ferrière, alto, Ramacciotti et Sébastien Lee, violoncelles,.                                    
En 1847, Antoine Bessems retourne à Anvers afin d'y diriger l'Orchestre de la Société royale d'harmonie, avant de s'installer définitivement à Paris à compter de 1851. Il reprend alors ses activités de chambriste, en compagnie de Joseph Ancessy, second violon, Adolphe Blanc, alto, Desmarets et Lee, violoncelles, se produisant également avec d'autres artistes, notamment Camille Saint-Saëns au piano. De son temps, ces séances de musique de chambre sont courues. À l'instar de Baillot, Bessems joue Boccherini, mais aussi des œuvres de sa composition, des duos, fantaisies, trio et quatuors à cordes,.                                    
En 1863, il ouvre au 15, rue Godot-de-Mauroy un cours bi-hebdomadaire « d'accompagnement de musique classique ».                                    
Ami d'Hector Berlioz, ce dernier offre à Bessems le manuscrit de sa Messe solennelle, partition retrouvée en 1991 à Anvers,.                                    
Comme compositeur, Antoine Bessems est l'auteur de plusieurs œuvres de musique religieuse, dont trois messes, des psaumes et des motets, d'un concerto pour violon, de mélodies et diverses pièces de musique de chambre,.                                    
Il meurt à Paris le 19 octobre 1868 en son domicile du 9e arrondissement ,.                  